# Joannice III Karatzas

Joannice III Karatzas (en grec : Ιωαννίκιος Γ΄), né en 1700, mort en 1793, fut Patriarche de l'Église orthodoxe serbe du 1737 au 1746, et patriarche de Constantinople du 26 mars 1761 au 21 mai 1763 

## Biographie
Ioan ou Ioannis est le fils de Georges Karatzas et il appartient à la famille princière grecque phanariote des Karatzas ou Caradja/Karadja ou encore en roumain Caragea, qui exerce ultérieurement des charges importantes dans les principautés de Moldavie et de Valachie.